# Geranium meridense
Geranium meridense är en näveväxtart som beskrevs av Henri François Pittier. Geranium meridense ingår i släktet nävor, och familjen näveväxter. Inga underarter finns listade i Catalogue of Life.